# Paul Frankeur
Pour les articles homonymes, voir Frankeur.
Paul Louis Frankeur, né le 29 juin 1905 dans le 15e arrondissement de Paris et mort le 26 octobre 1974 à Nevers, est un acteur français. Fréquemment employé dans des seconds rôles pour des films policiers et parfois des comédies dramatiques, il côtoie régulièrement son ami Jean Gabin à l'écran.

## Biographie
Fils de Henriette Moreau, blanchisseuse et de père non dénommé, Paul Louis est né le 29 juin 1905, 7 passage Dulac, à Paris 15e. Il est reconnu à Paris 14e, le 9 septembre 1910 par Louis Benjamin Antoine Frankeur, imprimeur et Henriette Moreau, blanchisseuse qui demeurent avec leur fils 20 rue Alfred-Durand-Claye.
Fils d'un imprimeur, petit-fils d'un typographeAvant de devenir acteur, Paul Frankeur multiplie les petits métiers, comme notamment ouvrier du cuir ou encore livreur en vélo triporteur.
À Saint-Germain-des-Prés, il côtoie Jacques Prévert et Maurice Baquet et se lie au groupe Octobre. Début mai 1940, il reprend avec Yves Deniaud, le numéro Les duettistes barbus créé un an plus tôt, au cabaret d'Agnès Capri, par Fabien Loris et Yves Deniaud. Il est dès lors remarqué par le réalisateur Louis Daquin, lequel lui offre son premier rôle au cinéma dans Nous les gosses (1941).
Il tourne dans plus de quatre-vingts films en France et en Italie. Il partage avec Jean Gabin et Lino Ventura, la passion de la bonne chère. La solide amitié le liant à ces deux célèbres acteurs se traduit par une présence commune dans nombre de leurs films, parmi lesquels plusieurs classiques. Paul Frankeur représente une figure attachante du cinéma, dans des seconds rôles où sa justesse d'interprétation lui vaut d'être distingué. Par son timbre de voix et sa gouaille caractéristiques, il affirme une certaine présence à l'écran.

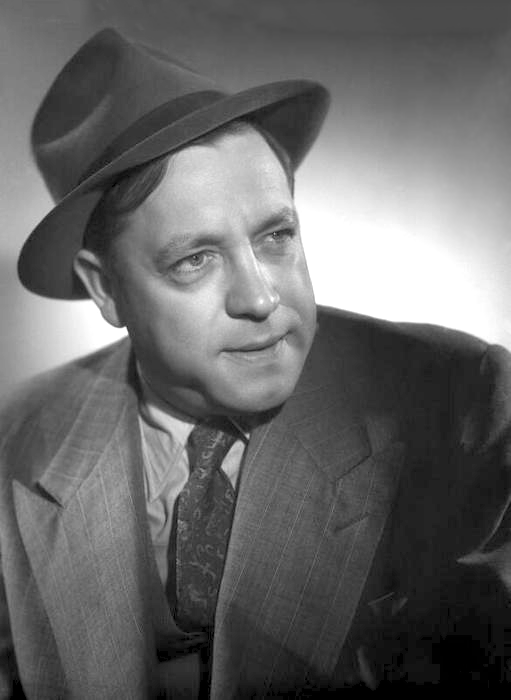
Paul Frankeur en 1956 (Studio Harcourt).

Grand amateur de pêche à la ligne et fervent lecteur, son ami Yvan Audouard lui fournit un bon nombre de livres, provenant des services de presse; il est par ailleurs passionné de cyclisme, en particulier du Tour de France et n'hésite pas à se déplacer pour assister à une arrivée d'étape.

### Vie privée
Paul Frankeur épouse en 1947 Henriette Oberkirch, morte à Paris le 12 juillet 1988 à 75 ans. Il est le père du comédien Jean-Paul Frankeur.

### Mort
Il meurt d'un infarctus le 26 octobre 1974 à Nevers, à l'âge de 69 ans. Il est inhumé au cimetière de Chitry-les-Mines (Nièvre).

## Filmographie

### Cinéma

#### Années 1940
- 1941 : Nous les gosses de Louis Daquin : le secrétaire du commissaire
- 1941 : Le Mariage de Chiffon de Claude Autant-Lara : un mécanicien de l'avion
- 1942 : Croisières sidérales d'André Zwobada : le premier bonimenteur
- 1942 : La Nuit fantastique de Marcel L'Herbier : le patron du bistrot
- 1943 : Une étoile au soleil d'André Zwobada
- 1943 : Le Voyageur de la Toussaint de Louis Daquin
- 1943 : Madame et le Mort de Louis Daquin
- 1943 : Adieu Léonard de Pierre Prévert : le cordonnier
- 1943 : La Boîte aux rêves d'Yves Allégret: le fleuriste
- 1943 : Le ciel est à vous de Jean Grémillon : Alfred
- 1944 : Service de nuit de Jean Faurez : un réparateur de lignes électriques
- 1945 : Les Enfants du paradis de Marcel Carné : l'inspecteur de police
- 1945 : La Fille aux yeux gris de Jean Faurez : l'inspecteur de la Sûreté
- 1946 : Étoile sans lumière de Marcel Blistène : le reporter
- 1946 : Fille du diable d'Henri Decoin : l'aubergiste
- 1946 : Le Père tranquille de René Clément : Simon
- 1946 : Messieurs Ludovic de Jean-Paul Le Chanois : M. Séguin
- 1946 : Le Couple idéal de Bernard-Roland : le coiffeur
- 1947 : Contre-enquête de Jean Faurez : Teddy "coffre-fort"
- 1947 : Les Amants du pont Saint-Jean d'Henri Decoin : M. Girard, le cafetier
- 1948 : Les Frères Bouquinquant de Louis Daquin : le commissaire
- 1948 : Les Casse-pieds (ou La Parade du temps perdu) de Jean Dréville : le blagueur
- 1949 : Jour de fête de Jacques Tati : Marcel, un forain
- 1949 : Le Point du jour de Louis Daquin : Bac[6]
- 1949 : Monseigneur de Roger Richebé : le forain
- 1949 : Retour à la vie de Jean Dréville : le maire
- 1949 : Histoires extraordinaires de Jean Faurez : M. Dugelay

#### Années 1950
- 1950 : Au p'tit zouave de Gilles Grangier : l'inspecteur chef
- 1950 : Justice est faite d'André Cayatte : M. Jouvillon
- 1950 : Premières Armes de René Wheeler : Victor
- 1951 : Passion de Georges Lampin : Jacques Charbonnier
- 1952 : Nous sommes tous des assassins d'André Cayatte : Léon, un surveillant des condamnés à mort
- 1952 : Le Banquet des fraudeurs de Henri Storck : Auguste Demeuse
- 1952 : La Fête à Henriette de Julien Duvivier
- 1952 : Horizons (court métrage) pour la C.G.T., réalisation anonyme
- 1953 : Suivez cet homme de Georges Lampin : M. Mallet
- 1953 : Jeunes Mariés, de Gilles Grangier : le brigadier de gendarmerie
- 1953 : Horizons sans fin de Jean Dréville : Soupape
- 1953 : Thérèse Raquin de Marcel Carné : le contrôleur SNCF
- 1954 : L'Étrange Désir de monsieur Bard de Géza von Radványi : le curé
- 1954 : Avant le déluge d'André Cayatte : M. Boussard
- 1954 : Touchez pas au grisbi de Jacques Becker : Pierrot
- 1954 : Huis clos de Jacqueline Audry : Gomez, le compagnon de Garcin
- 1954 : Le Petit Nuage/Un nuage atomique (Jacht op de Wolken) de Charles Dekeukeleire, Antoine Allard et Armand Bachelier : le cinéaste
- 1955 : Interdit de séjour de Maurice de Canonge : le commissaire Bernard
- 1955 : Le Dossier noir d'André Cayatte : M. Boussard
- 1955 : Le Crâneur de Dimitri Kirsanoff : Georges
- 1955 : Nana de Christian-Jaque : M. Bordenave
- 1955 : Des gens sans importance d'Henri Verneuil : Émile Barchandeau, le restaurateur routier
- 1955 : Razzia sur la chnouf d'Henri Decoin : le commissaire Fernand, le patron de la brigade
- 1955 : Je suis un sentimental de John Berry : Jacques Rupert, le rédacteur en chef
- 1956 : Les Assassins du dimanche d'Alex Joffe : Lucien Simonet
- 1956 : Le Sang à la tête de Gilles Grangier : Drouin, le capitaine du bateau
- 1956 : Les Copains du dimanche d'Henri Aisner : le directeur
- 1957 : Reproduction interdite (ou Meurtre à Montmartre) de Gilles Grangier : Michel Kelber, vendeur de tableaux
- 1957 : Le rouge est mis de Gilles Grangier : Frédo
- 1957 : Œil pour œil d'André Cayatte : l'opéré
- 1958 : Une balle dans le canon de Michel Deville et Charles Gérard : Pépère
- 1958 : Marie-Octobre de Julien Duvivier : Lucien Marinval, mandataire aux halles
- 1958 : Le Désordre et la Nuit de Gilles Grangier : l'inspecteur Chaville
- 1959 : Le fauve est lâché de Maurice Labro : Raymond Maroux, un truand
- 1959 : Archimède le clochard de Gilles Grangier : M. Grégoire, le premier bistrot
- 1959 : Maigret et l'Affaire Saint-Fiacre de Jean Delannoy : le docteur Bouchardon
- 1959 : Minute papillon de Jean Lefèvre : Moraga
- 1959 : Rue des prairies de Denys de La Patellière : Ernest
- 1959 : Voulez-vous danser avec moi ? de Michel Boisrond : le commissaire Marchal

#### Années 1960
- 1960 : Quai du point du jour de Jean Faurez : M. Pierre
- 1960 : Le Panier à crabes de Joseph Lisbona : M. Clavier
- 1961 : Le Mauvais Chemin (La Viaccia), de Mauro Bolognini : Ferdinando
- 1961 : En votre âme et conscience (ou Jugez les biens) de Roger Saltel : M. Cassel
- 1962 : Le Gentleman d'Epsom de Gilles Grangier : Arthur, le croupier du cercle de jeux
- 1962 : Le Voyage à Biarritz de Gilles Grangier : le chauffeur de la locomotive (non crédité)
- 1962 : Un singe en hiver d'Henri Verneuil : M. Esnault, le bistrot
- 1963 : Maigret voit rouge de Gilles Grangier : le commissaire Bonfils
- 1963 : Le commissaire mène l'enquête de Fabien Collin : l'inspecteur Reboux
- 1964 : Nick Carter va tout casser d'Henri Decoin : Antonio
- 1965 : La Corde au cou de Joseph Lisbona : l'inspecteur Bruno
- 1965 : Le Tonnerre de Dieu de Denys de La Patellière : le gendarme
- 1966 : On a volé la Joconde de Michel Deville : l'encadreur
- 1966 : La Longue Marche d'Alexandre Astruc : M. Morel
- 1966 : Le Deuxième Souffle de Jean-Pierre Melville : le commissaire Fardiano
- 1968 : Faut pas prendre les enfants du bon Dieu pour des canards sauvages  de Michel Audiard : M. Ruffin, le patron de la pension
- 1969 : La Voie lactée de Luis Buñuel : Pierre
- 1969 : Mon oncle Benjamin d'Édouard Molinaro : le docteur Minxit

#### Années 1970
- 1972 : Le Charme discret de la bourgeoisie de Luis Buñuel : M. Thévenot
- 1973 : Poil de carotte d'Henri Graziani : le parrain
- 1973 : Dédé la tendresse de Jean-Louis Van Belle
- 1974 : Le Cri du cœur de Claude Lallemand : Jean
- 1974 : Le Fantôme de la liberté de Luis Buñuel : l'aubergiste
- 1976 : La Balançoire à minouche de Jean-Louis Van Belle : M. Dutour, tourné en 1973 et sorti en 1977

### Télévision
- 1958 : La caméra explore le temps 6e épisode : L'étrange mort de Paul-Louis Courier (série télévisée) : le procureur
- 1961 : Le Nain de Pierre Badel : Barnaboum
- 1961 : Hauteclaire ou le Bonheur dans le crime de Jean Prat (téléfilm) : le docteur Torty
- 1964 : Trois cent vingt cinq mille francs de Jean Prat (téléfilm) : Chatelard
- 1964 : Le Commandant Watrin de Jacques Rutman (réalisateur) et Armand Lanoux (auteur)
- 1967 : L'Espagnol, téléfilm de Jean Prat d'après le roman de Bernard Clavel : Lucien Bouchot
- 1967 : Malican père et fils de Marcel Cravenne (série télévisée)
- 1967 : Max le débonnaire de Gilles Grangier, Yves Allégret et Jacques Deray (série télévisée) : Max, le truand retiré des affaires
- 1970 : Le Chien qui a vu Dieu de Paul Paviot (téléfilm) : Lucioni
- 1971 : Prière pour Elena d'Abder Isker (téléfilm) : Angelo Tziflakos
- 1971 : Le Tambour du bief de Jean Prat (téléfilm) : Antoine
- 1975 : Pays de Jacques Krier (téléfilm) : Évariste